# تپه پیرحیاتی ۲
تپه پیر حیاتی۲ مربوط به دوره اشکانیان است و در شهرستان کرمانشاه، بخش مرکزی، دهستان میان دربند، ۵۰۰ متری جنوب غرب روستای پیر حیاتی واقع شده و این اثر در تاریخ ۲۶ اسفند ۱۳۸۷ با شمارهٔ ثبت ۲۵۴۳۱ به‌عنوان یکی از آثار ملی ایران به ثبت رسیده است.